# Самайон
Самайон (ісп. Zamayón) — муніципалітет в Іспанії, у складі автономної спільноти Кастилія-і-Леон, у провінції Саламанка. Населення — 198 осіб (2021).
Муніципалітет розташований на відстані близько 200 км на північний захід від Мадрида, 24 км на північний захід від Саламанки.
На території муніципалітету розташовані такі населені пункти: (дані про населення за 2010 рік)
- Ель-Плантіо: 2 особи
- Самайон: 175 осіб
- Самосіно: 2 особи

## Демографія
Динаміка населення (INE ):

## Зовнішні посилання
- Провінційна рада Саламанки: індекс муніципалітетів [Архівовано 23 квітня 2009 у Wayback Machine.]
- Посилання на Google Maps